# Діаграма Гесса

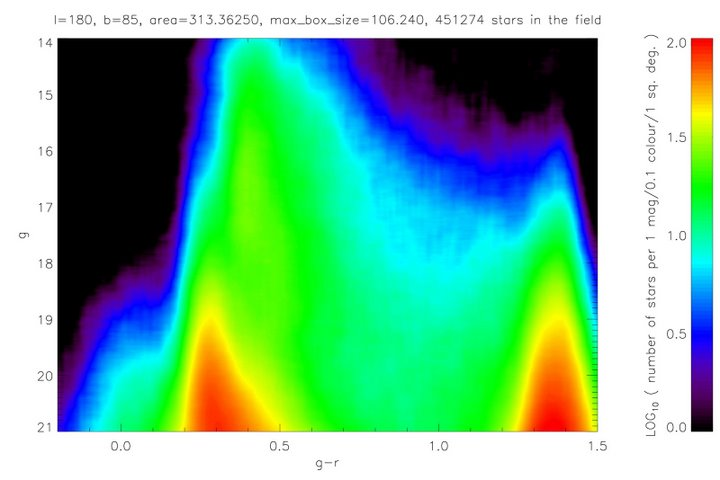
Діаграма Гесса з даними SDSS b >80 градусів

Діаграма Гесса показує відносну щільність розташування зір у різних частинах діаграми Герцшпрунга–Рассела для даної галактики або зоряної популяції. Різниця між двома діаграмами полягає в тому, що на діаграмі Герцшпрунга–Рассела кожна зоря зображується окремою точкою, натомість як на діаграмі Гесса кольором відмічають просторову щільність зір. Також для діаграми Гесса замість абсолютної зоряної величини часто використовують видиму зоряну величину, хоч ця характеристика й не є визначальною.
Діаграма названа на честь Р. Гесса, який створив її в 1924 році. Діаграму використовують принаймні з 1948 року.
Діаграми Гесса широко використовуються у вивченні зоряних систем, зокрема, Чумацького Шляху, його галактик-супутників, кулястих скупчень і зоряних потоків. Для далеких галактик, не розрізнених на окремі зорі, цей спосіб аналізу незастосовний. Діаграма Гесса дає зручний спосіб порівняння спостережуваної популяції зір з результатами чисельних моделювань.